# Cessna Citation Mustang

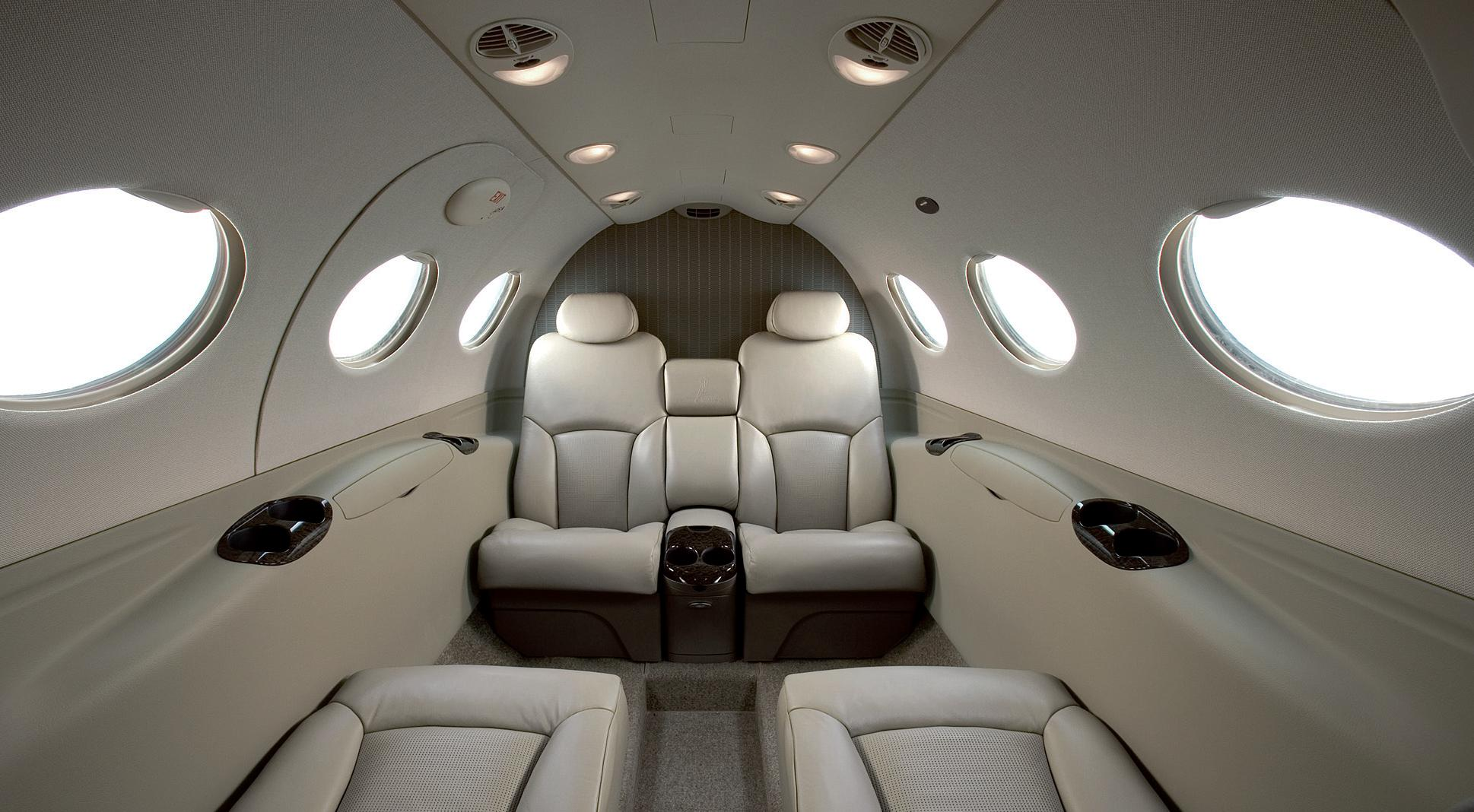
Citation Mustang Interieur

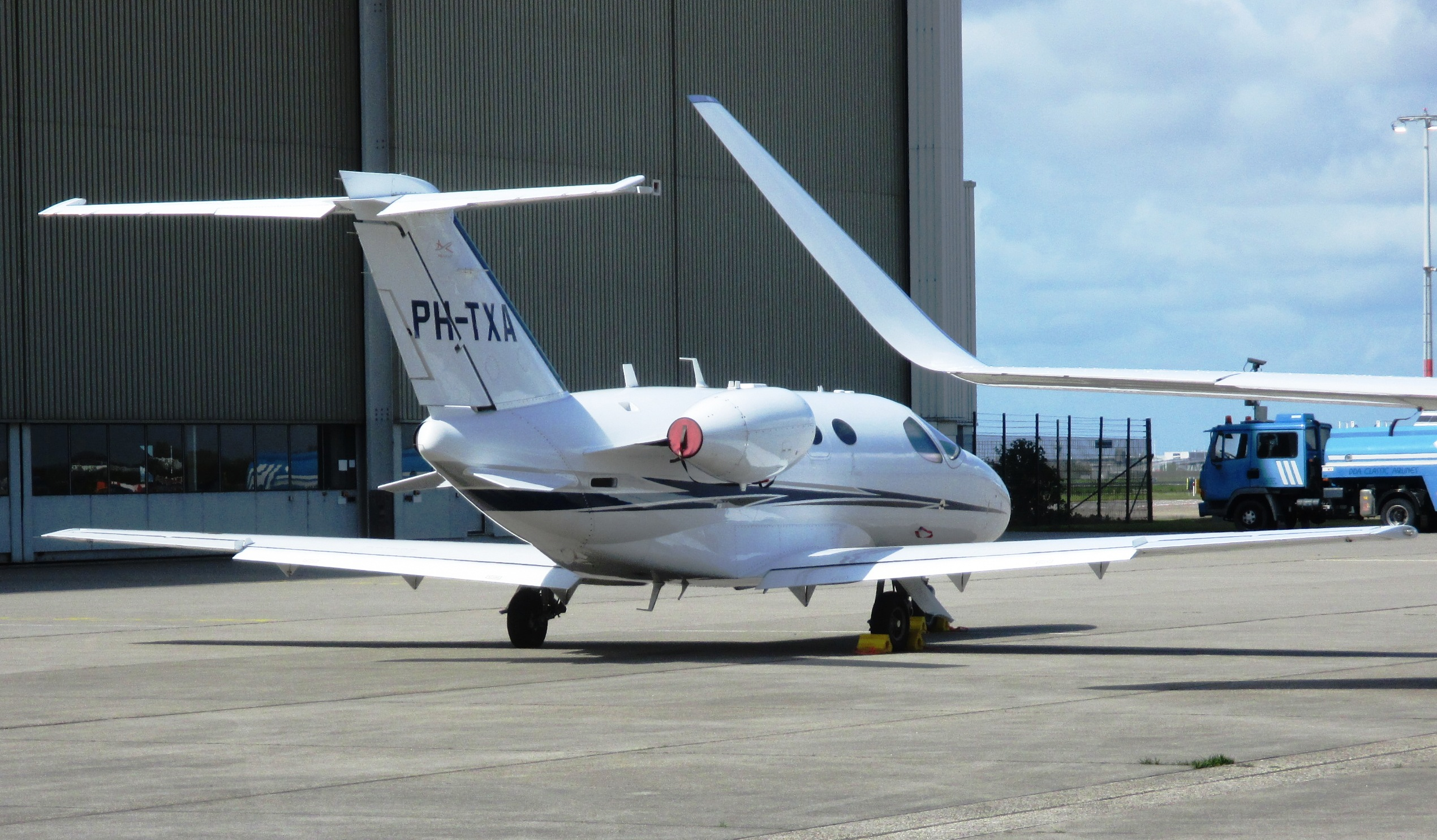
Cessna Citation Mustang - geparkeerd op Schiphol Oost april 2023

De Cessna Citation Mustang (Cessna 510) is een korte- en middellange-afstand zakenjet gebouwd door Cessna. De Citation Mustang wordt aangedreven door twee Pratt & Whitney PW615F-turbofans. De eerste vlucht was op 23 april 2005. Er zijn totaal 479 toestellen gebouwd. 
In de Verenigde Staten wordt het toestel vooral gebruikt door privé piloten, in Europa doet dit vliegtuig vooral dienst bij diverse luchttaxibedrijven. De operationele kosten van dit toestel zijn zeer laag: volgens de producent kan men vliegen voor rond de $750 per vlieguur, goedkoper dan menig businessclass stoel bij een luchtvaartmaatschappij.
De cockpit is een 'glass cockpit': er zijn geen analoge instrumenten meer aanwezig, enkel nog schermen waarop de informatie voor de piloten wordt geprojecteerd. De cockpit is verder uitgerust met het G1000 Global positioning system (GPS). 
Ter ere van de 300e levering van dit toestel bracht Cessna een 'High Sierra edition' uit. Op deze variant is een speciaal kleurenschema aangebracht. Ook is men flexibeler in de keuze van het interieur.
Nieuw kost het toestel rond de $3 miljoen (2010).

## Einde productie
In mei 2017 werd de productie beëindigd omdat de concurrentie van de Cessna CitationJet M2 de vraag naar de Mustang sterk deed afnemen.   